# Konstantyn (Gorianow)
Konstantyn, imię świeckie Oleg Aleksandrowicz Gorianow (ur. 23 marca 1951 w Kienessach, Kazachstan) – biskup Rosyjskiego Kościoła Prawosławnego.

## Życiorys
W 1974 ukończył studia medyczne na Uniwersytecie Medycznym w Winnicy i podjął pracę w miejscowym szpitalu. W 1983, nadal pracując zawodowo, rozpoczął naukę w seminarium duchownym w Moskwie. 14 kwietnia 1986 złożył wieczyste śluby zakonne, zaś 4 maja tego samego roku został hierodiakonem. 12 czerwca przyjął święcenia kapłańskie. Po uzyskaniu dyplomu seminarium duchownego kontynuował studia teologiczne w Moskiewskiej Akademii Duchownej. W 1990 obronił pracę kandydacką i został zatrudniony w katedrze Pisma Świętego Starego Testamentu seminarium moskiewskiego. W tym samym roku otrzymał godność igumena i został przeniesiony do Monasteru Żyrowickiego, a równocześnie wyznaczony na rektora seminarium duchownego w Mińsku. Jeszcze we wrześniu tego samego roku nadano mu godność archimandryty.
16 czerwca 1991 miała miejsce jego chirotonia na biskupa nowogródzkiego, wikariusza eparchii mińskiej. Od 19 lutego 1992 do 17 lipca 1996 był ordynariuszem eparchii nowogródzkiej i lidzkiej. W 1996 przeniesiony do eparchii petersburskiej jako biskup pomocniczy, z tytułem biskupa tichwińskiego, a także rektor miejscowej Akademii Duchownej i seminarium. Tytuł profesora teologii posiada od 1999. 25 lutego 2003 podniesiony do godności arcybiskupiej.
6 października 2008 decyzją Świętego Synodu Rosyjskiego Kościoła Prawosławnego został zwolniony z obowiązków rektora seminarium i Akademii Duchownej w Petersburgu, przy równoległej nominacji na arcybiskupa kurgańskiego i szadryńskiego.
W 2014 został przewodniczącym komisji teologicznej przy Świętym Synodzie Rosyjskiego Kościoła Prawosławnego. Rok później został przeniesiony na katedrę pietrozawodzką, a następnie otrzymał godność metropolity.